# Jacques Le Goff
Jacques Le Goff (n. 1 ianuarie 1924, Toulon – d. 1 aprilie 2014, Paris) a fost un istoric francez, autor specializat în istoria Evului Mediu, cu precădere în secolele XII și XIII.
Prin longevitate, activitatea prolifică, angajamentul profesional, cariera universitară, este considerat unul dintre cei mai marcanți medieviști ai secolului XX.
Între 1972 și 1977 a condus Școala de înalte studii în științe sociale (École des hautes études en sciences sociales – EHESS).

## Viața și opera
Le Goff a este considerat principalul continuator al mișcării Școala Analelor (Ecole des Annales), fondată de mentorul său Marc Bloch.
Jacques Le Goff s-a remarcat prin studiul antropologiei, al societății occidentale medievale, aspectelor sociale și culturale ale Evului Mediu, perioadă a cărei denumire a contestat-o, delimitând în manieră personală mai multe etape, în particular „renașterea” din secolul al XII-lea.
Este autorul a două biografii acceptate la scară mondială ca fiind cele mai acurate și documentate, viețile regelui Ludovic al IX-lea (singurul monarh francez sanctificat) și cea a sfântului Francisc de Assisi.
În octombrie 2000 i s-a decernat titlul de Doctor în Filosofie, distincție onorifică a Universității din Pavia iar în anul 2004 a primit Premiul Dr. A. H. Heineken din partea Academiei Regale Olandeze de Arte și Știință.
Este laureat al Premiului național pentru Istorie (1987), al Premiului Tevere, al Marelui Premiu al Fondation de France, al Premiului Internațional Dan David (2007).
A primit titlul de doctor honoris causa al mai multor universități de prestigiu din lume, printre care Universitatea din București și Universitatea Babeș-Bolyai din Cluj.

## Lucrări importante
- Faut-il vraiment découper l'histoire en tranches?, Seuil, 2014 (ISBN 9782021106053);
- À la recherche du temps sacré, Jacques de Voragine et la Légende dorée, Paris, Perrin, colecția Pour l'histoire, 2011 (ISBN 9782262033927);
- Le Moyen Âge et l’argent : Essai d’anthropologie historique, Paris, Perrin, colecția Pour l'histoire, 2010 (ISBN 9782262032609);
- Avec Hanka, Gallimard, 2008;
- L'Europe expliquée aux jeunes, Seuil, 2007;
- Marchands et banquiers du Moyen Âge, Paris, PUF, colecția Que sais-je? 2006 (ISBN 2130514790);
- Héros et merveilles du Moyen Âge, Seuil, 2005;
- Un long Moyen Âge, Paris, Tallandier, 2004 (ISBN 284734179X);
- Héros du Moyen Âge, Le roi, le saint, au Moyen Âge, Gallimard Quarto, 2004;
- Entretien avec Pierre Soulages à propos des vitraux de Conques (prefață de Xavier Kawa-Topor, fotografii de Pascal Piskiewicz). Toulouse, 2003. Le Pérégrinateur Éditeur
- À la recherche du Moyen Âge, Louis Audibert, 2003;
- Une histoire du corps au Moyen Âge (cu Nicolas Truong), Liana Lévi, 2003;
- Le Dieu du Moyen Âge, Bayard, 2003;
- L’Europe est-elle née au Moyen Âge ?, Seuil, 2003;
- Cinq personnages d’hier pour aujourd’hui : Bouddha, Abélard, Saint François, Michelet, Bloch, La Fabrique, 2001;
- Le Sacre royal à l'époque de Saint-Louis, Gallimard, 2001;
- Un Moyen Âge en images, Hazan, 2000;
- Dictionnaire raisonné de l'Occident médiéval (în colaborare cu Jean-Claude Schmitt), Fayard, 1999;
- Saint François d'Assise, Gallimard, colecția « à voix haute », 1999(CD);
- Un Autre Moyen Âge, Paris, Gallimard, colecția « Quarto », 1999 (ISBN 2070754634);
- Le Moyen Âge aujourd'hui, Léopard d'Or, 1998;
- Pour l'amour des villes (în colaborare cu Jean Lebrun), Textuel, 1997;
- Une vie pour l'histoire (discuții cu Marc Heurgon), La Découverte, 1996;
- L'Europe racontée aux jeunes, Seuil, 1996;
- Saint Louis, Gallimard, 1996;
- L'Homme médiéval (dir.), Seuil, 1994;
- La Vieille Europe et la nôtre, Seuil, 1994;
- Le XIIIe siècle : l'apogée de la chrétienté, Bordas, 1992;
- Gallard, passeport 91-92 : une œuvre d'art à la rencontre de…, Fragments, 1992;
- Histoire de la France religieuse (cu René Rémond), 4 volume, Seuil, 1988-1992;
- L'État et les Pouvoirs, (dir.), Seuil, 1989;
- Histoire et mémoire', Gallimard, 1988;
- Intellectuels français, intellectuels hongrois, XIIe   XXe siècle, Éditions du CNRS, 1986;
- Crise de l'urbain, futur de la ville : actes, Economica, 1986;
- La Bourse et la Vie, éd. Hachette Littératures, 1986;
- L'Imaginaire médiéval, Gallimard, 1985;
- La Civilisation de l’Occident médiéval, Paris, Arthaud, colecția « Les Grandes Civilisations », 1984 (ISBN 2700304586);
- La Naissance du purgatoire, Gallimard, 1981;
- La Nouvelle Histoire (în colaborare cu Jacques Revel), Éditions Retz, 1978;
- Pour un autre Moyen Âge', Gallimard, 1977;
- Faire de l'histoire (dir., cu Pierre Nora), 3 volume, Gallimard, 1974;
- Les Propos de Saint Louis, Gallimard, 1974;
- Hérésie et sociétés dans l'Europe pré-industrielle, XIe   XVIIIe siècle : communications et débats du colloque de Royaumont, EHESS, 1968;
- La civilisation de l'Occident médiéval, Arthaud, 1964;
- La Civilisation de l’Occident médiéval : 246 héliogravures, 8 planches en couleurs, 71 cartes et plans, Paris, Arthaud, colecția « Les Grandes Civilisations », 1964;
- Rédaction d’un manuel d’histoire pour 4e, 1962;
- Marchands et banquiers au Moyen Âge, Le Seuil, 1957;
- Les Intellectuels au Moyen Âge, Collections Microcosme « le Temps qui court », Le Seuil, 1957.

## Titluri traduse în limba română
Jacques Le Goff a fost tradus și publicat în mod constant în România și în limba română, începând cu anii ’60.
Dintre titlurile apărute se pot cita:
- Civilizația Occidentului Medieval, Editura Științifică, București, 1970, ediție tradusă și îngrijită de Maria Holban, cu o prezentare de M. Berza.
- Imaginarul medieval, Meridiane, 1991
- Intelectualii în Evul Mediu, Meridiane, 1994
- Nașterea Purgatoriului, Meridiane, 1995
- Omul medieval, Polirom, 1999
- Evul mediu și nașterea Europei, Polirom, 2005
- Evul Mediu pe înțelesul copiilor, Cartier, Chișinău, 2008 (ISBN 9975793988)
- Europa explicată tinerilor, Codex, 2000